# Kopfschaden
Als Kopfschaden, teilweise auch im Plural als Kopfschäden geläufig, bezeichnet man in der Versicherungsmathematik eine Rechnungsgrundlage im Bereich der nach Art der Lebensversicherung gerechneten Krankenversicherung.

## Hintergrund
Kopfschäden geben den Betrag an, den ein Krankenversicherer jährlich an finanziellen Leistungen bereithalten muss. Kopfschäden werden in der Regel für jedes Alter der Versicherten separat ermittelt, da im Allgemeinen ältere Versicherte pro Jahr höhere Finanzmittel als jüngere Mitglieder erfordern. Dabei ergibt sich dieser geschätzte Erwartungswert als Quotienten aus Leistungen pro Alter für ein Jahr. 
Die somit ermittelten erwarteten zukünftigen Leistungsverpflichtungen des Versicherers fließen in die Ermittlung des vom Versicherungsnehmers zu bezahlenden Beitrags ein. Dies gilt sowohl für den Erstbeitrag als auch für die Beiträge in Folge von Beitragsanpassungen. Diese Anpassungen werden in Folge von stark abweichenden tatsächlichen Kopfschäden von den ursprünglich geschätzten Kopfschäden durchgeführt, wenn der Kopfschaden um einen definierten Prozentpunkt angestiegen ist und ein unabhängiger Treuhänder anhand einer Abweichung und der neuen Kopfschädenprofile einer Anpassung zustimmt. Dabei bilden diese neuen Profile die Grundlage für die Ermittlung der Folgebeiträge.
Bei starkem Neugeschäft kann es zu einer Verzerrung beim Vorgehen der Beitragsanpassung kommen, da zu einem relativ kranken Versicherungsbestand zahlreiche Neukunden, die einer Gesundheitsprüfung durchgeführt hatten und daher tendenziell niedrige Kopfschädenprofile haben, hinzugewonnen werden und als Folge der Kopfschaden unter die eigentliche Anpassungsgrenze sinkt. Hieraus können dann zu einem späteren Zeitpunkt stärkere Beitragsanpassungen resultieren.
In Deutschland unterliegt die Prämienermittlung in der Privaten Krankenversicherung den allgemeinen Regelungen des Versicherungsaufsichtsgesetzes sowie den speziellen Regelungen der Krankenversicherungsaufsichtsverordnung. Diese trifft insbesondere in §6 Vorgaben zur Ermittlung der Kopfschäden pro Alter und versichertem Teilkollektiv.